# Kheymeh Sar
Kheymeh Sar (persiska: خیمه سر) är en ort i Iran.   Den ligger i provinsen Gilan, i den nordvästra delen av landet, 290 km nordväst om huvudstaden Teheran. Antalet invånare är 496.
Terrängen runt Kheymeh Sar är huvudsakligen platt, men åt sydväst är den kuperad.  Närmaste större samhälle är Reẕvānshahr, 4,7 km söder om Kheymeh Sar. 